# Adolf Kaim (Musiker)

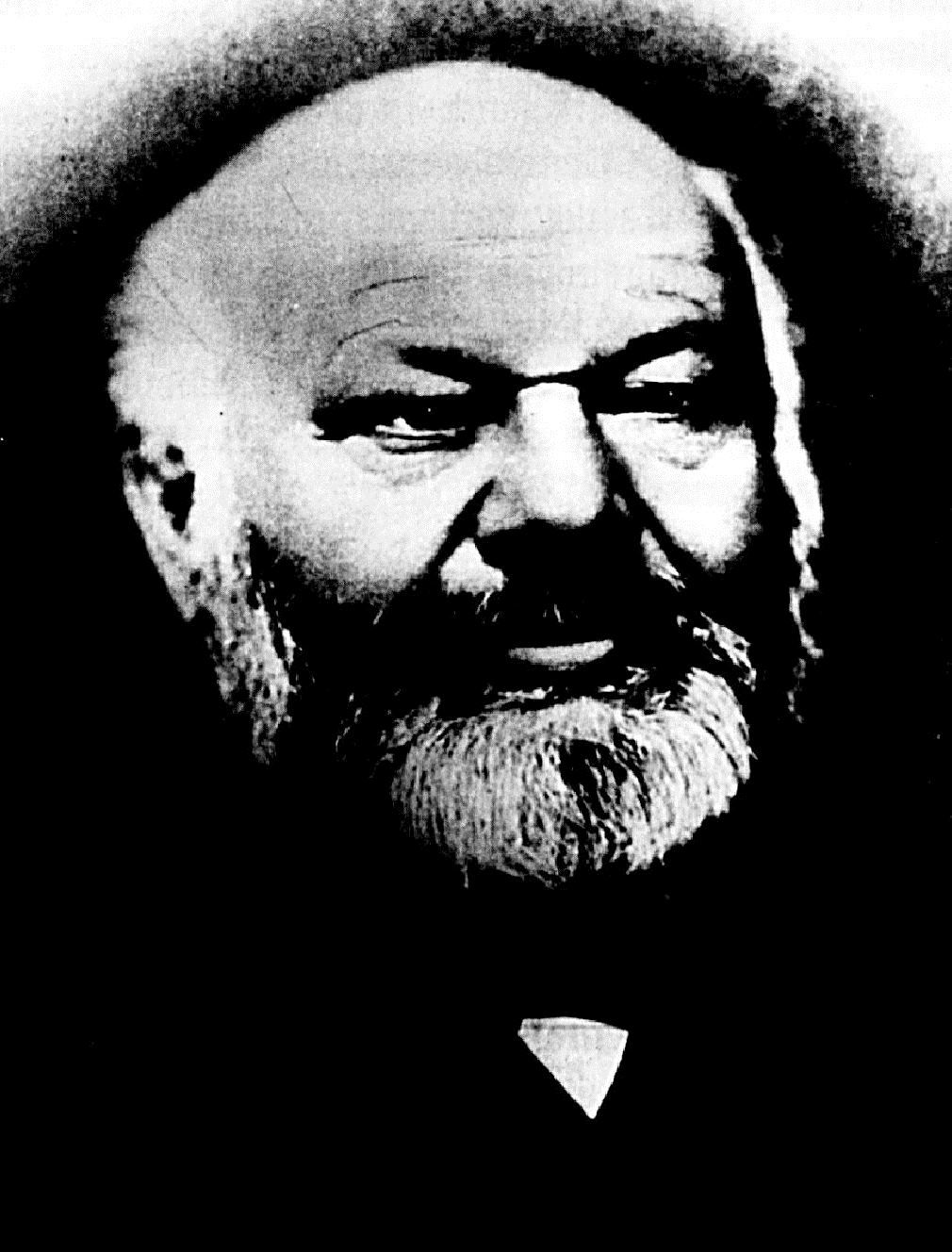
Adolf Kaim, ca. 1880

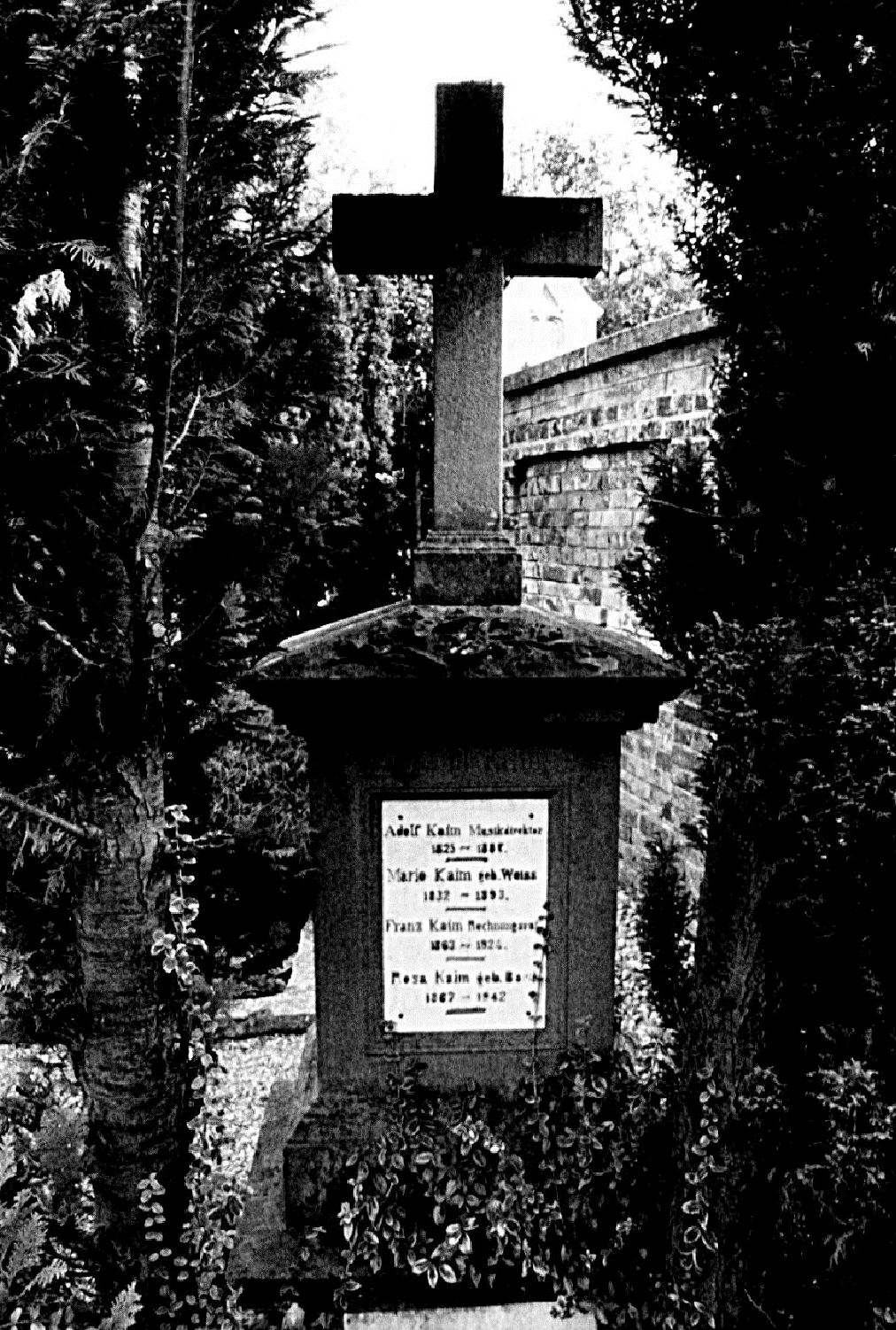
Grab von Adolf Kaim auf dem katholischen Friedhof von Biberach an der Riß

Adolf Kaim * (15. Juni 1825 in Schelklingen; † 4. August 1887 in Biberach an der Riß) war ein deutscher Schullehrer und Musiker in Biberach an der Riß.

## Leben
Adolf Kaim war der älteste Sohn des Musterlehrers in Schelklingen Heinrich Kaim (2. Oktober 1792–31. März 1874) und dessen Ehefrau Marianna Steinhart (getauft 6. Dezember 1802; † 15. Juli 1874). Jüngere Geschwister von ihm waren Heinrich (Schelklingen 1834–Heufelden bei Ehingen/Donau 1878), ebenfalls Schullehrer, und Karl (Schelklingen 1837–Ehingen/Donau 1911), Gründer eines Bekleidungshauses in Ehingen. Ein Neffe von ihm war der Landtagsabgeordnete und Domkapitular Emil Kaim.
Adolf Kaim wurde in Schelklingen am 15. Juni 1825 geboren. Von seinem Vater erhielt er eine Grundausbildung in Musik und wurde zum Schullehrer ausgebildet. Pfarrer Franz Xaver Reihing in Schmiechen (Schelklingen) brachte ihm das Violinspiel und die Tonsatzkunst bei. Kaim bildete sich anschließend am Konservatorium für Musik in Stuttgart weiter und erlernte das Orgelspiel. Am 1. Mai 1848 wurde er als Unterlehrer in Biberach an der Riß angestellt. Sein Hauptbetätigungsfeld in Biberach aber wurde die Musik. 1852 wurde Kaim Organist für die katholischen Messen an der Biberacher Stadtpfarrkirche St. Martin, einer Simultankirche für Katholiken und Evangelische.
Wie bereits sein Vater Heinrich Kaim, Begründer des Schelklinger Liederkranzes, wurde Adolf Kaim in der Liederkranzbewegung aktiv und war von 1857 bis 1875 Dirigent des Männerchors des Liederkranzes Biberach. Er gründete einen gemischten Chor, welcher sich Oratoriumsverein nannte und war außerdem Leiter des Singkranzes, des Turn- und Pfarrcäcilienvereins. Er unterrichtete Gesang in der Real- und Lateinschule, der weiblichen Fortbildungsschule und der höheren Töchterschule.
Kaim organisierte in Biberach 1860 das Zehnte Liederfest des schwäbischen Sängerbundes und 1867 die Knechtfeier zum 50. Todestag von Justin Heinrich Knecht. 1867 gründete er einen Verein für katholische Kirchenmusik, der dem Cäcilianismus verbunden war. Kaim war auch Gründungsmitglied des deutschen Cäcilienvereins und organisierte die Biberacher Generalversammlung im Jahre 1877.
Kaim war ein hervorragender Komponist. Von seinen Werken am bekanntesten wurden: zwei Te Deum, eine ein- und eine vierstimmige Vesper, Gradualien und ein vierstimmiges „Domine, salvum fac regem“.
Ab seinem fünften Lebensjahrzehnt wurde Kaim durch Krankheiten in seiner Tätigkeit eingeschränkt und starb schließlich mit 62 Jahren in Biberach am 4. August 1887.

## Kompositionen
Für seine Musikkompositionen und Orgelwerke im Manuskript siehe auch die Literatur, die Weblinks und unter Normdaten.
- Lateinische Vesperhymnen: nebst den IV Schlussantiphonen für Sopran, Alt, Tenor & Bass mit Orgelbegleitung; opus 4. Biberach: Selbstverlag, 1868. 14 S.
- Sprichwörter für Sopran, Alt, Tenor und Bass. Chorpartitur. München: Aibl, 1869. 15 S.
- Missa „Jesu Redemptor“: ad quatuor voces inaequales; (canto, alto, tenore, basso); opus 5. Ratisbonae u. a.: Pustet, 1870. 16 S. + 4 St. (10. Ausgabe 1919).
- (Hrsg.) von Claudio Casciolini, Vesperae ad dominica: ad unam vocem et ad quatuor voces inaequales. Lipsiae: Braun, 1886. 32 S.